# Бюльбюль-білохвіст конголезький
Бюльбю́ль-білохвіст конголезький (Baeopogon clamans) — вид горобцеподібних птахів родини бюльбюлевих (Pycnonotidae). Мешкає в Центральній Африці.

## Опис
Довжина птаха становить 19 см. Лоб сіро-оливковий, тім'я оливково-зелене, на тімені є темний лускоподібний візерунок. Верхня частина тіла яскрава, жовтувато-зелена. Верхня частина горла сіра. нижня частина горла і шия охриста. Груди і верхня частина живота сірувато-охристі, боки сіро-оливкові, нижня частина живота і гузка охристі. Хвіст білий. Райдужка темно-червона, дзьоб чорний або темно-сірий, края дзьоба сірі.

## Поширення і екологія
Конголезькі бюльбюлі-білохвости поширені від південно-східної Нігерії до Кабінди і до східних районів ДР Конго. Вони живуть в тропічних лісах, на березах річок і озер. Живляться дрібними ягодами і плодами, комахами та іншими безхребетними. Віддають перевагу личинкам і лялечкам комах, особливо перетинчастокрилих, а також воском. Молоді птахи харчуються переважно лялечками, личинками і воском.